# Double (chanteuse)
Double, nom de scène de Takako Hirasawa (平澤貴子, Hirasawa Takako, née le 14 mars 1975), est une chanteuse de R&B japonaise, une des pionnières du genre au Japon. Double est à l'origine le nom du duo musical qu'elle forme en 1998 avec sa sœur, Sachiko Hirasawa (平澤幸子, Hirasawa Sachiko, née le 21 novembre 1973), qui meurt d'une hémorragie cérébrale le 21 mai 1999, quelques jours avant la sortie de leur premier album, N°2 du classement Oricon. Après un an de retrait, Takako Hirasawa décide de poursuivre sa carrière en solo, mais en continuant d'utiliser le nom du duo. En 2006, elle entame une carrière parallèle de DJ sous le nom DJ Lilly a.k.a. DOUBLE, sortant deux albums de mix.